# Alexandre Negrão
Alexandre Sarnes Negrão (Campinas, 14 de outubro de 1985) é um automobilista e empresário brasileiro.  Como empresário, atua como CEO da Aeris Energy, fábrica de pás para produção de energia eólica, no Ceará.
Como automobilista teve passagem pela Fórmula 3 Sul-Americana, sendo campeão em 2004), pela GP2 Series entre 2005 e 2007, pela Stock Car Brasil e pela Endurance Brasil, sendo campeão em 2005, 2012, 2019 e 2020.

## Biografia
Nascido em Campinas, Alexandre é filho de Vera Negrão com o ex-piloto e empresário fundador da Medley Xandy Negrão (falecido em 2023), sendo também sobrinho do ex-piloto Guto Negrão e primo do piloto de corridas de resistência André Negrão. Xandinho tem duas irmãs, Fernanda e Gisela.
Em 2003, Xandinho namorou brevemente Kelly Piquet, filha do piloto brasileiro tricampeão mundial de Fórmula 1 Nelson Piquet.
Em 2011, durante os treinos livres da Stock Car, Xandinho sofreu um grave acidente, após seu carro perder os freios à 180km/h, que lhe deixou com a clavícula quebrada, lesão na coluna e machucados nas mãos. Após uma cirurgia, ele se recuperou e voltou a correr no mesmo ano.
Em janeiro de 2016, assumiu namoro com a atriz Marina Ruy Barbosa. No dia 10 de julho de 2016, durante uma viagem realizada na Tailândia, ficaram noivos e no dia seguinte se casaram em segredo em uma cerimônia budista, no mesmo local onde Alexandre a pediu em noivado. O casamento religioso ocorreu no dia 7 de outubro de 2017, na residência de sua família, em Campinas. No início de 2021, anunciaram o fim do casamento, com a atriz alegando que a distância era a principal razão do divórcio.
Em 2021, foi divulgado o relacionamento de Xandinho com a psicóloga paranaense Marina Neme. Em outubro de 2024, Xandinho anunciou noivado com Elisa Zarzur, influenciadora e herdeira do ramo imobiliário, com quem se relaciona desde junho de 2022.

## Carreira no automobilismo

### Anos iniciais
Alexandre iniciou sua carreira como piloto no kart em 1998, aos treze anos. Competiu pela primeira vez na Fórmula 3 Sul-Americana em 2003 na Piquet Sports, equipe de Nelson Piquet. Xandinho teve duas vitórias e foi o terceiro na classificação geral, fazendo 153 pontos, onze a menos que o vice Lucas di Grassi e menos da metade dos acumulados pelo campeão Danilo Dirani. No ano seguinte, se consagrou campeão da categoria após vencer quatro corridas no Autódromo Oscar Cabalén, Córdoba, Argentina. Negrão fez 122 pontos, dois a mais que o vice Gustavo Foizer.

### GP2 Series
Em 2005, competiu na recém-criada GP2 Series (atual Fórmula 2, último degrau antes da Fórmula 1), mais uma vez na Piquet Sports com Nelsinho Piquet como companheiro de equipe. Somou quatro pontos e ficou na 19ª colocação, bem atrás de Nelsinho, que foi oitavo colocado.
Xandinho seguiu na equipe em 2006. Teve dois quintos lugares como melhores resultados, ficando em 13º lugar, com treze pontos, enquanto Nelsinho foi vice-campeão após batalhar contra Lewis Hamilton. Em 2007, Negrão viu o espanhol Roldán Rodríguez tomar o lugar de Piquet Jr. e fez seu único pódio na categoria com o segundo lugar na corrida curta de Istambul. Além dessa prova, Xandinho só pontuou na corrida longa de Istambul, quando ficou em sétimo, e no campeonato de pilotos, ficou em vigésimo, com oito pontos, sendo superado por Rodríguez, que ficou três posições acima dele. Ao deixar a categoria, Xandinho Negrão se tornou recordista de largadas na GP2, mas posteriormente, seus números foram superados por Giorgio Pantano, que viria a ser campeão da GP2 em 2008.

### Stock Car
Atuou como piloto profissional na Stock Car Brasil pela Medley, entre 2009 e 2012, e chegou a correr como convidado pela Cavaleira Sports em 2016.

### Endurance
Disputou o Campeonato Brasileiro de Endurance pela primeira vez em 2004, correndo ao lado de seu pai Xandy na equipe A. Mattheis e sendo campeão em 2004 e 2005. Ao lado de seu pai, obteve o vice-campeonato da Itaipava GT, o Campeonato Brasileiro de Gran Turismo, em 2011. Eles retornaram ao Brasileiro de Endurance em 2012, sendo campeões mais uma vez na Top Series, a categoria principal.
Xandy e Xandinho também foram campeões da Império Endurance Brasil em 2019, pela categoria GT3, na qual eles correram com uma Mercedes número 9 e venceram três das nove provas disputadas. Em 2020, Xandinho teve vários copilotos: o primo André Negrão, o ex-piloto de F1 Ricardo Zonta, Ricardo Baptista, seu pai Xandy Negrão, e na prova final, Andreas Mattheis. Com toda essa ajuda, Xandinho conquistou o bicampeonato na GT3 e o seu primeiro título na categoria geral.
Desde 2021, corre pela equipe Mattheis Motorsport, no Endurance Brasil, ao lado de Marcos Gomes. A dupla foi campeã geral e na classe P1 em 2024, num ano em que eles não venceram, mas em compensação, conseguiram uma sequência de segundos lugares. O título veio com uma ultrapassagem de Negrão nas últimas voltas da corrida final de Goiânia. Ao término da prova, Xandinho se emocionou ao relembrar seu pai, Xandy, que tinha projetado o carro que ele e Gomes usaram para serem campeões e vencido pela última vez nessa mesma pista.

## Carreira como empresário
Xandinho Negrão estudou na FGV, fez curso de liderança no Iese Business School, em Nova York, e participou do programa de gestão de proprietários, UCLA Anderson School of Management, em Los Angeles.
Iniciou sua carreira profissional como vice-presidente da Holding Conforto, em 2009, na qual permaneceu no cargo até 2017. Entre setembro de 2017 e junho de 2021, realizou sua primeira passagem como CEO da Aeris Energy.
Posteriormente, entre junho de 2021 e abril de 2024, atuou como conselheiro da Live Ultimate, empresa que desenvolve suplementos alimentares orgânicos integrais. Em dezembro de 2022, retornou ao cargo de CEO da Aeris Energy.

Além do comando da companhia cearense, Xandinho se dedica às empresas da família, atuando na gestão estratégica da Fazenda Conforto, uma das maiores fazendas de confinamento de gado localizada em Goiás. A Família Negrão possui diversos investimentos em vários setores da economia, como energia, imóveis e agropecuária.